# Teresa Pires II de Baião
Teresa Pires II de Baião (c. 1210? - depois de 1258) foi uma rica-dona portuguesa, e senhora de várias honras, herdadas do seu pai. Foi também, à semelhança dos seus primos, herdeira da avó, Urraca Afonso de Ribadouro. Foi a mãe do importante rico-homem Rui Garcia Quartela (de Paiva).

## Biografia
Teresa Pires era filha de Pedro Afonso de Baião, filho de Afonso Ermiges de Baião e Urraca Afonso de Ribadouro, e da sua esposa, Maria Fernandes Quartela, filha de Fernão Ramires Quartela e Cristina Soares de Paiva.

### Gestão fundiária
A honra de Resende, pertencente à sua avó, regia-se pelo sistema de beetria. As “beetrias” destacavam-se em relação aos coutos e às honras por constituírem um povo livre, que gozava do direito de escolha e mudança de senhor, sempre que assim o desejassem, ao contrário do que acontecia nas restantes terras. Houve, portanto, provavelmente, uma eleição popular do senhor de Resende. De entre Pedro e Rodrigo Afonso (ambos filhos da anterior detentora), a escolha recaiu sobre este último. Contudo, o pai de Teresa não ficou desamparado; parece ter, inclusive, desempenhado pelo menos um cargo tenencial.
Sabe-se que Teresa foi a única filha e herdeira do seu pai, que terá falecido muito provavelmente antes de 1258, pois nas Inquirições Gerais que se realizaram nesse ano, é ela quem surge como detentora de vários bens em Baião, e mesmo a sul do rio Douro. Aqui, Teresa deteve a honra de Fonte Coberta, provavelmente de herança da avó. É célebre uma passagem das Inquirições, onde se faz referência, não só a várias usurpações, mas também de uma sua disputa com um abade, Monio Sovela, sobre umas terras em Gove.

### Casamento
Teresa Pires veio a desposar o irmão da sua mãe, portanto seu tio materno, Garcia Fernandes Quartela, chamado por vezes de Paiva, dada a ascendência materna a um importante ramo da família de Baião, os Paivas. A sua adoção do apelido parece intuir uma espécie de rivalidade com a família original, dado que Cristina Soares tinha vários irmãos que prolongaram o nome desta família por várias gerações, partilhando assim da sua importância.

### Morte e posteridade
Teresa ainda estava viva em 1258, pois é mencionada nas Inquirições desse ano em tempo presente. É possível que tenha falecido pouco depois desta data.

## Casamento e descendência
Teresa desposou o seu tio materno, antes de 1253, Garcia Fernandes Quartela, de quem teveː
- Rui Garcia Quartela (de Paiva)[5] (antes de 1253 - entre 13 de abril e 5 de dezembro de 1276[5]), importante rico-homem da corte de Afonso III de Portugal[5], cujos atos implacáveis chamaram a atenção do trovador Afonso Mendes de Besteiros[6]
- Sancha Garcia Quartela (de Paiva) (n. antes de 1253), desposou Rui Martins da Cunha[5].